# Еджуъртстаун
Еджуъртстаун (на английски: Edgeworthstown; на ирландски: Meathas Troim, Мяхас Трим) е град в централната част на северна Ирландия. Разположен е в графство Лонгфорд на провинция Ленстър на 13 km югоизточно от административния център на графството град Лонгфорд. Транспортен шосеен възел, има жп гара на линията Дъблин-Слайгоу, която е открита на 8 ноември 1855 г. Населението му е 1221 жители от преброяването през 2006 г. 